# Zelleria isopyrrha
Zelleria isopyrrha là một loài bướm đêm thuộc họ Yponomeutidae. Loài này có ở Úc, from Busselton to Albany ở Tây Úc.